# Oberea pararubetra
Oberea pararubetra là một loài bọ cánh cứng trong họ Cerambycidae.